# Discover II
| Recensione        | Giudizio |
| ----------------- | -------- |
| Rockol            |          |
| Recensiamo Musica | Positivo |

Discover II è un album di cover del cantautore italiano Zucchero Fornaciari, pubblicato l'8 novembre 2024 dalla EMI.

## Descrizione

### Produzione
Secondo disco di cover del cantautore emiliano, è stato concepito durante l'Overdose d'amore World Tour, che avrebbe impedito la scrittura di un nuovo album di inediti, attingendo dai cento brani selezionati dopo la prima scrematura effettuata durante la preproduzione di Discover. Il disco è stato lavorato e prodotto da due diversi team di lavoro. Tutti i brani sono stati coprodotti da Zucchero e Max Marcolini, ad eccezione delle tracce 4, 7, 14, 15, coprodotte e arrangiate da Corrado Rustici, con cui Zucchero torna a collaborare per la prima volta da Shake.

### Confezionamento
La copertina, concepita e lavorata da Paolo De Francesco, è una fotografia scattata da Daniele Barraco. Ritrae Zucchero in mezzo ad un fitto bosco seduto su una poltrona in pelle a fianco del suo cane Bardolino.
L'album, presentato il 7 novembre al Teatro Lirico Giorgio Gaber, è stato reso inizialmente disponibile in quattro versioni. Quelle per il mercato italiano sono state suddivise in edizione standard e edizioni limitate. Quella standard è composta da tredici brani e disponibile in CD, doppio LP nero e digitale. Le edizioni limitate, entrambe in esclusiva Universal Music Italia e per i soli formati fisici, sono state suddivise in una autografata a tiratura limitata, con CD e doppio LP arancione, e una versione Box-Set a tiratura numerata, contenente un CD e un triplo LP di colore giallo con le prime tredici tracce e le cinque tracce bonus.

### Concezione e titolo
Il titolo pone il progetto in diretta continuità con il precedente. I brani sono stati scelti e reinterpretati in modo originale e personale, scegliendo tra brani più o meno conosciuti, comunque apprezzati dal cantautore reggiano, nonché, talvolta, già interpretati dal vivo. Le dinamiche ritmiche sono in alcuni casi modificate, tendenti al rallentamento rispetto alle versioni originali, mentre gli arrangiamenti sono prevalentemente contenuti. Le tematiche delle canzoni scelte si alternano tra la quotidianità di provincia, l'amore per la vita e la ricerca di luce per sfuggire dal buio e dalla malinconia.

### Brani
L'album si apre con due cover con nuovi testi inediti in italiano. Dopo il singolo Amor che muovi il Sole, la ballata Una come te, cover di Chinatown, dei Bleachers nella versione insieme a Bruce Springsteen, racconta del tentativo di un ragazzo di tirar fuori dalle feroci dinamiche di un branco di amici una ragazza della quale è innamorato, per trovare un futuro insieme. Segue la cover di Just Breathe dei Pearl Jam, per la quale Zucchero modifica l'approccio prevalentemente acustico del brano introducendo un mix di tastiere e basso nella direzione di un arrangiamento leggero, mentre l’arpeggio ricalca quello originale, imponendosi dalla seconda strofa fino all’assolo finale di slide guitar. Per Sailing, è stato mantenuto il riff che accompagna il brano originale, ma con una decisiva aggiunta di tastiere che offrono contrappunti dai toni cupi. L’arrangiamento di Acquarello rivede le sonorità popolari brasiliane, portando la canzone verso matrici più pop, con le tastiere che prevalgono sulla chitarra in sottofondo, e l’ingresso della batteria nella seconda strofa, in un climax ritmico. A dimostrazione della loro caducità, la bellezza e la semplicità della vita e del mondo, nonché la creatività, sono accostate ad un dipinto avviato a scolorire, nel testo italiano originale di Guido Morra. L'album prosegue con due celeberrime power ballads. With or Without You, riproposto con ritmi percussivi vicini alla musica africana e un riff ipnotico di synth che contribuiscono a rallentare la ritmica originale e a tendere verso caratteristiche lounge, era già stato eseguito dal vivo durante, per esempio, La sesión cubana World Tour. La produzione di Rustici attribuisce a Set Fire to the Rain una matrice più pop rock con tinte blues, modificando notevolmente l’originale e introducendo un assolo finale di chitarra, mentre vengono valorizzate le doti canore di Zucchero in una delle reinterpretazioni tecnicamente più difficili dell’intero disco. La prima cover di un brano italiano è Agnese, la cui melodia originale deriva dalla sonatina Rondò in Sol Maggiore, Sonatina no. 5, op. 36 di fine XVIII secolo di Muzio Clementi, poi utilizzata anche da The Mindbenders nel 1965 e da Phil Collins nel 1988 per A Groovy Kind of Love, nonché da I Camaleonti nel 1966 per Non c'è più nessuno e che riprende la tematica, cara al bluesman reggiano, della semplicità della vita in provincia. La cover di Inner City Blues, da What's Going On di Marvin Gaye, assume tonalità roots rock complemetari al soul originale, con l'aggiunta di pianoforte e sassofono. Il ridimensionamento pop di Rapsodia, originariamente scritta per Andrea Bocelli, precede Knockin' on Heaven's Door, ripensata nella sua veste di colonna sonora di Pat Garrett e Billy Kid, con l'unione, quindi, di stilemi western quali la pedal steel guitar, le campane tubolari, il rullante, con elementi classici come il pianoforte. Chiudono la versione standard dell'edizione italiana due featuring. Con Oma Jali, Se non mi vuoi, scritta per Irene Fornaciari e contenuta in Vintage Baby, ricalca le tematiche e le sonorità di Facile, anch'essa eseguita dal vivo insieme alla corista Jali durante il World Wild Tour e l'Overdose d'amore World Tour. Con Paul Young, I See a Darkness si discosta sia dalla versione originale di Will Oldham sia dalla successiva cover di Johnny Cash, imperniandosi sul pianoforte, a cui si aggiungono via via contrappunti di chitarra elettrica e archi. I due duetti presenti anche nella versione internazionale del disco sono Senza una donna (Without A Woman) con Jack Savoretti, in una versione differente rispetto a quella già pubblicata e anche contenuta nell'album Miss Italia, e un'inedita collaborazione con Russell Crowe su Just Breathe. Unicamente presenti nel disco del Box-Set Deluxe, infine, Moonlight Shadow con Irene Fornaciari, il singolo Overdose d'amore 2024 con Salmo e Io vivo (in te), per la prima volta seguita unicamente da Zucchero, dopo le prime due pubblicazioni con Bryan Adams in The Best of Me e, dal vivo, in Zu & Co. - The Ultimate Duets Collection.

## Tracce

### Versione italiana
1. Amor che muovi il Sole (My Own Soul's Warning) – 4:17 (testo: Brandon Flowers, Zucchero – musica: Brandon Flowers)
2. Una come te (Chinatown) – 4:06 (testo: Jack Antonoff, Evan Smith, Zucchero – musica: Jack Antonoff, Evan Smith)
3. Just Breathe – 4:14 (Eddie Vedder)
4. Sailing – 4:16 (Christopher Cross)
5. Acquarello – 4:33 (testo: Guido Morra – musica: Vinícius de Moraes, Maurizio Fabrizio, Toquinho)
6. With or Without You – 4:13 (U2)
7. Set Fire to the Rain – 4:10 (Adele, Fraser T Smith)
8. Agnese – 3:47 (Ivan Graziani)
9. Inner City Blues – 3:59 (Marvin Gaye, James Nyx Jr.)
10. Rapsodia – 3:56 (Zucchero)
11. Knockin' on Heaven's Door – 4:07 (Bob Dylan)
12. Se non mi vuoi (feat. Oma Jali) – 3:53 (testo: Daniela Chiara, Zucchero – musica: Zucchero)
13. I See a Darkness (feat. Paul Young) – 4:13 (Will Oldham)

Contenuto bonus nell'edizione deluxe
1. Senza una donna (Without A Woman) (feat. Jack Savoretti) – 4:03 (testo: Zucchero, F. Musker – musica: Zucchero)
2. Moonlight Shadow (feat. Irene Fornaciari) (Mike Oldfield)
3. Just Breathe (feat. Russell Crowe) – 4:34 (E. Vedder)
4. Overdose d'amore 2024 (feat. Salmo) – 2:56 (Zucchero)
5. Io vivo (in te) (testo: Bryan Adams, Zucchero – musica: Bryan Adams, Jim Vallance)

### Versione internazionale
1. Amor che muovi il Sole (My Own Soul's Warning) – 4:17 (testo: B. Flowers, Zucchero – musica: B.)
2. Una come te – 4:06 (testo: J. Antonoff, E. Smith, Zucchero – musica: J. Antonoff, E. Smith)
3. Just Breathe – 4:14 (E. Vedder)
4. Sailing – 4:16 (C. Cross)
5. Acquarello – 4:33 (testo: G. Morra – musica: V. de Moraes, M. Fabrizio, Toquinho)
6. With or Without You – 4:13 (U2)
7. Set Fire to the Rain – 4:10 (Adele, F. T Smith)
8. Agnese – 3:47 (I. Graziani)
9. Inner City Blues – 3:59 (M. Gaye, J. Nyx Jr.)
10. Rapsodia – 3:56 (Zucchero)
11. Knockin' on Heaven's Door – 4:07 (B. Dylan)
12. Se non mi vuoi (feat. Oma Jali) – 3:53 (testo: D. Chiara, Zucchero – musica: Zucchero)
13. I See a Darkness (feat. Paul Young) – 4:13 (W. Oldham)
14. Senza una donna (Without A Woman) (feat. Jack Savoretti) – 4:03 (testo: Zucchero, F. Musker – musica: Zucchero)
15. Just Breathe (feat. Russell Crowe) – 4:34 (E. Vedder)

## Formazione
- Zucchero – voce, tastiera, Percussioni (tracce 12, 13)
- Max Marcolini – tastiera, chitarra acustica, chitarra elettrica, Basso, Synth Bass, archi (traccia 10), cori (tracce 7, 18)
- Francesco Isola – percussioni (tracce 1, 2, 5, 8, 10, 18)
- Stefania Orrico – cori (tracce 2, 7, 11, 15, 18)
- Giuseppe Tropeano – chitarra acustica (tracce 3, 16, 18)
- Corrado Rustici – chitarre, sintetizzatore (tracce 4, 7, 14, 15), Beats (tracce 4, 7), mellotron (traccia 7)
- Alex Argento – tastiera (tracce 4, 7, 14, 15)
- David "Fingers" Haynes – Percussioni (tracce 4, 7, 14, 15)
- Carmine Iuvone – archi (tracce 5, 13, 18)
- Gloria Clemente – pianoforte (traccia 9)
- Federico Biagetti – chitarra resofonica (traccia 9)
- Cris Pacini – sassofono (traccia 9)
- Oma Jali – voce (traccia 12), cori (traccia 15)
- Paul Young – voce (traccia 13)
- Jack Savoretti – voce (traccia 14)
- Irene Fornaciari – voce (traccia 15)
- Russel Crowe – voce (traccia 16)
- Salmo – voce (traccia 17)
- Valentina Del Re – archi (traccia 18)
- Alessia Vespa – flauto (traccia 18)
- Chris Galland, Manny Marroquin, Sabino Cannone – missaggio
- Zach Pereyra – mastering

## Successo commerciale
Discover II ha debuttato alla quinta posizione della classifica italiana degli album e alla prima posizione della classifica italiana dei dischi fisici più venduti.

## Classifiche
| Classifica (2024) | Posizione massima |
| ----------------- | ----------------- |
| Austria           | 7                 |
| Germania          | 68                |
| Italia            | 5                 |
| Svizzera          | 4                 |